# Psila sardoa
Psila sardoa är en tvåvingeart som beskrevs av Camillo Rondani 1876. Psila sardoa ingår i släktet Psila och familjen rotflugor. Inga underarter finns listade i Catalogue of Life.